# گروه دوسان
گروه دوسان (به انگلیسی: Doosan Group) شرکت خوشه‌ای کره‌ای است، که در سال ۲۰۰۹ در فهرست فورچون جهانی ۵۰۰ در رتبه ۴۷۱ از بزرگ‌ترین شرکت‌های جهان، قرار داشت.
این گروه از سال ۲۰۰۷ وارد فهرست فوربز جهانی ۲۰۰۰ نیز شده‌است. گروه دوسان همچنین در اکتبر ۲۰۰۹ توسط مجله بیزنس‌ویک در فهرست "۴۰ شرکت از بهترین شرکت‌های جهان" قرار گرفت.
در ژوئیه ۲۰۲۱ سهام مدیریتی ۳۰ درصدی دوسان اینفراکور که بخش تولید موتور و تجهیزات سنگین دوسان است، توسط صنایع سنگین هیوندای در ازای ۷۲۲ میلیون دلار خریداری شد و با بخش تولید تجهیزات سنگین هیوندای ادغام گردید که هم‌اکنون با نام هیوندای جنیوئن شناخته می‌شود.

## تاریخچه
گروه دوسان در سال ۱۸۹۶ تأسیس شد. این شرکت به عنوان فروشگاه پارک سونگ جیک در سال ۱۸۹۶ در بائوگای (در حال حاضر Jongno 4-ga، سئول) شروع به کار کرد. دوسان در حال حاضر به یک شرکت چند ملیتی تبدیل شده است. خریدهای این شرکت شامل صنایع سنگین و ساخت و ساز دوسان در سال ۲۰۰۱ توسعه صنعتی کوریئو در سال ۲۰۰۴ و دوسان اینفراکور (صنایع سنگین و ماشین آلات دوو در سال ۱۹۶۷) در سال ۲۰۰۵ است. 
در سال ۲۰۰۶، دوسان شرکت مهندسی بویلر میتسویی باب‌کوک بریتانیا (به دوسان باب‌کوک تغییر نام داد) و Kvaerner IMGB بزرگ‌ترین شرکت ریخته‌گری و آهنگری در رومانی را خریداری کرد. 
در سال ۲۰۰۷، دوسان شرکت ماشین آلات ساختمانی باب‌کت ایالات متحده را خریداری کرد. پس از جذب باب‌کت آمریکا به دوسان اینفراکور، گروه دوسان هفتمین تأمین کننده بزرگ ماشین آلات ساختمانی در جهان شد.
دوسان در حال حاضر ۴۱۴۰۰ کارمند در ۳۸ کشور جهان دارد. در سال ۲۰۱۱، دوسان قرارداد مجوز خود را با Wärtsilä-Sulzer برای ساخت موتورهای محرکه دریایی بزرگ، که یکی از رهبران جهانی است، تمدید کرد. 
در ۱ ژانویه ۲۰۱۸، دوسان و دوسان بابکت به شرکت‌های مستقل تفکیک شدند. در جولای ۲۰۲۱، دوسان اینفراکور توسط صنایع سنگین هیوندای خریداری شد که تقریباً ۷۲۲٫۴۵ میلیون دلار برای ۳۰٪ سهام کنترلی شرکت پرداخت کرد. برنامه‌ریزی شده است که دوسان اینفراکور به یکی از شرکت‌های تابعه گروه تازه ایجاد شده هیوندای جنیوئن تبدیل شود.